# Schloss Neuschloss

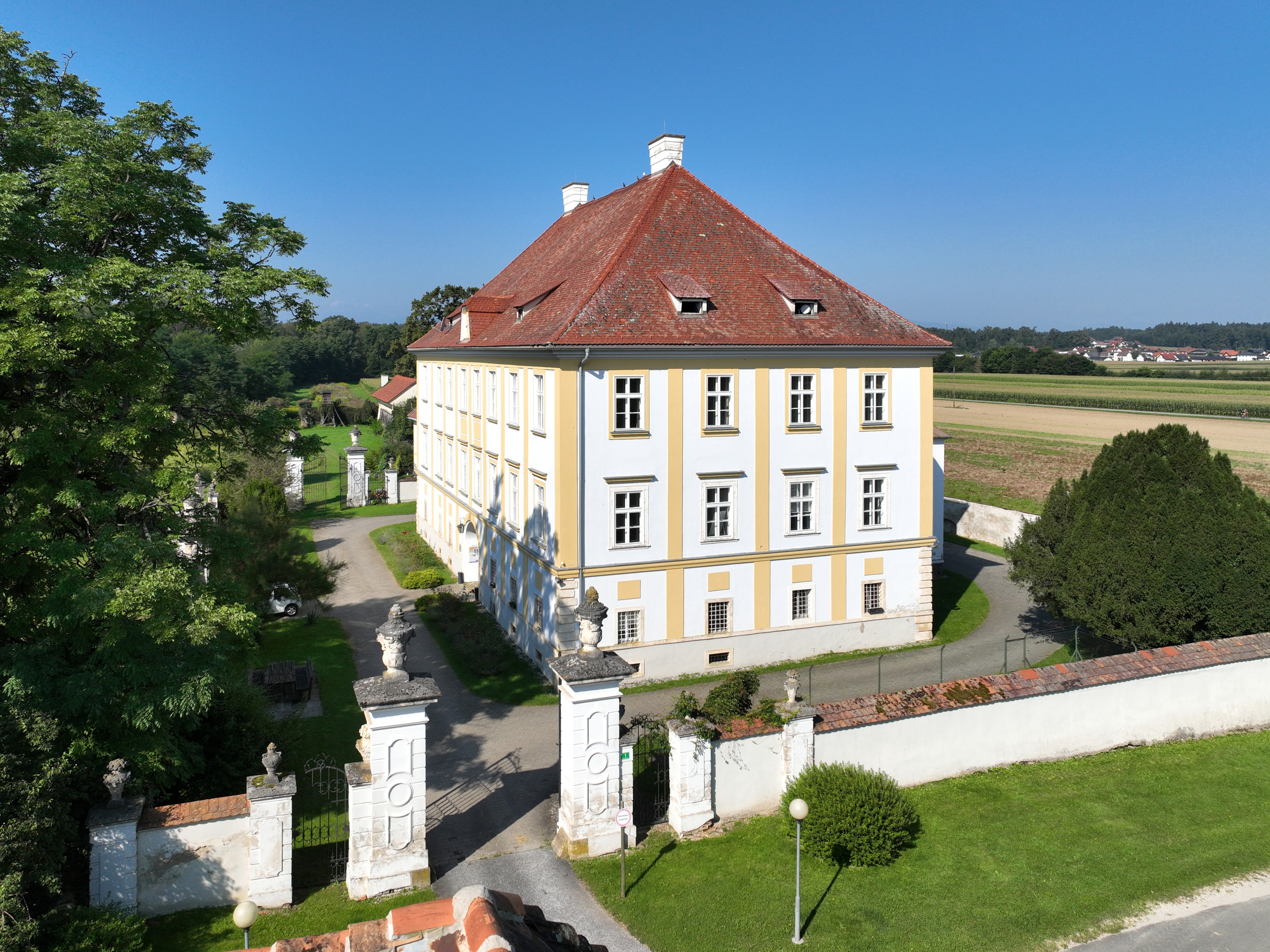
Schloss Neuschloss

Das Schloss Neuschloss ist ein Schloss in der Gemeinde Wundschuh in der Steiermark. Die Geschichte des Anwesens lässt sich bis zum Beginn des 13. Jahrhunderts zurückverfolgen. Heute befindet sich das Schloss in Privatbesitz der Grafen Des Enffans Avernas.

## Standort
Das Schloss steht südöstlich des Ortes Wundschuh am südlichen Rand des Grazer Feldes.

## Geschichte

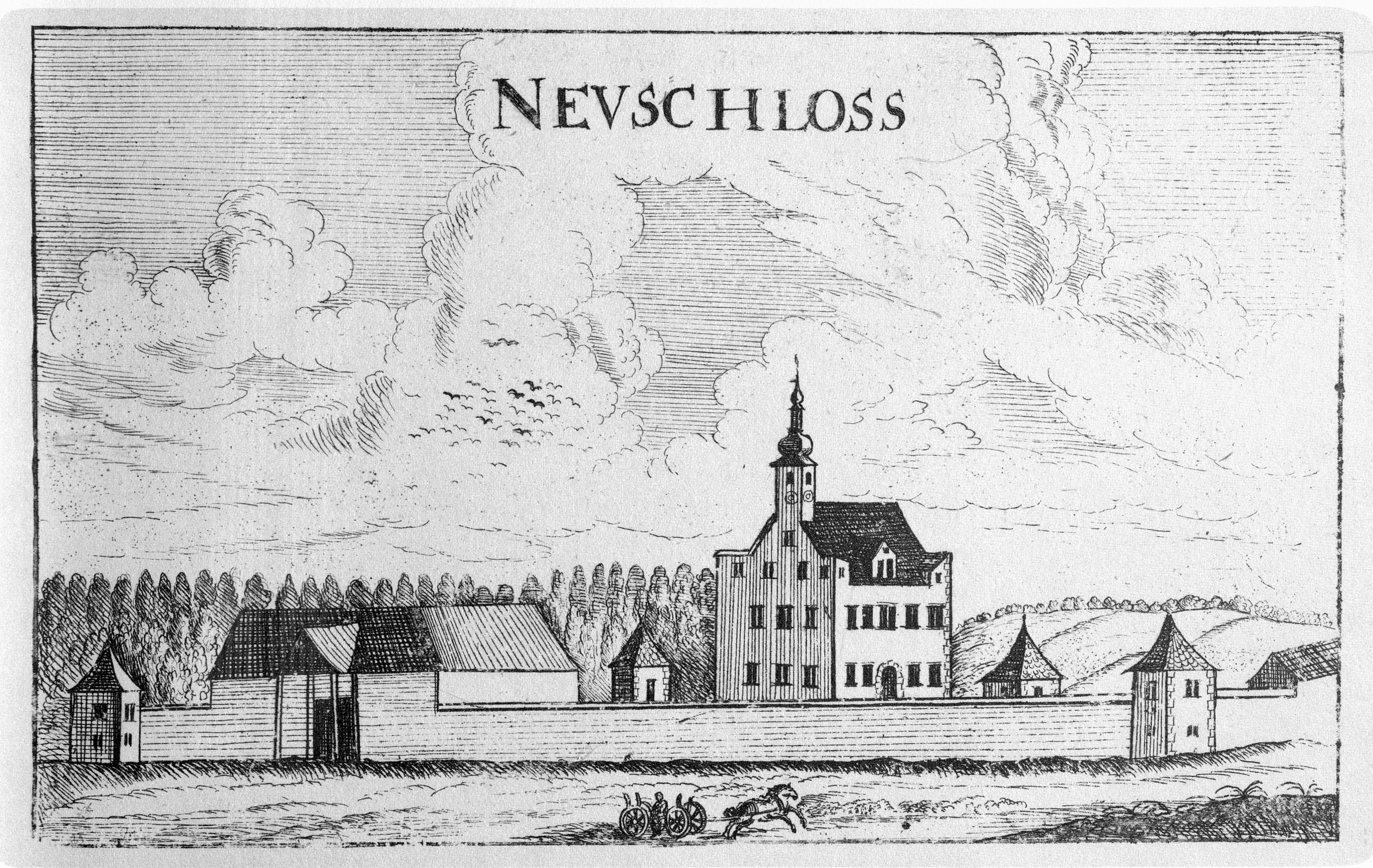
Das Schloss im Jahr 1681, Kupferstich von Vischer

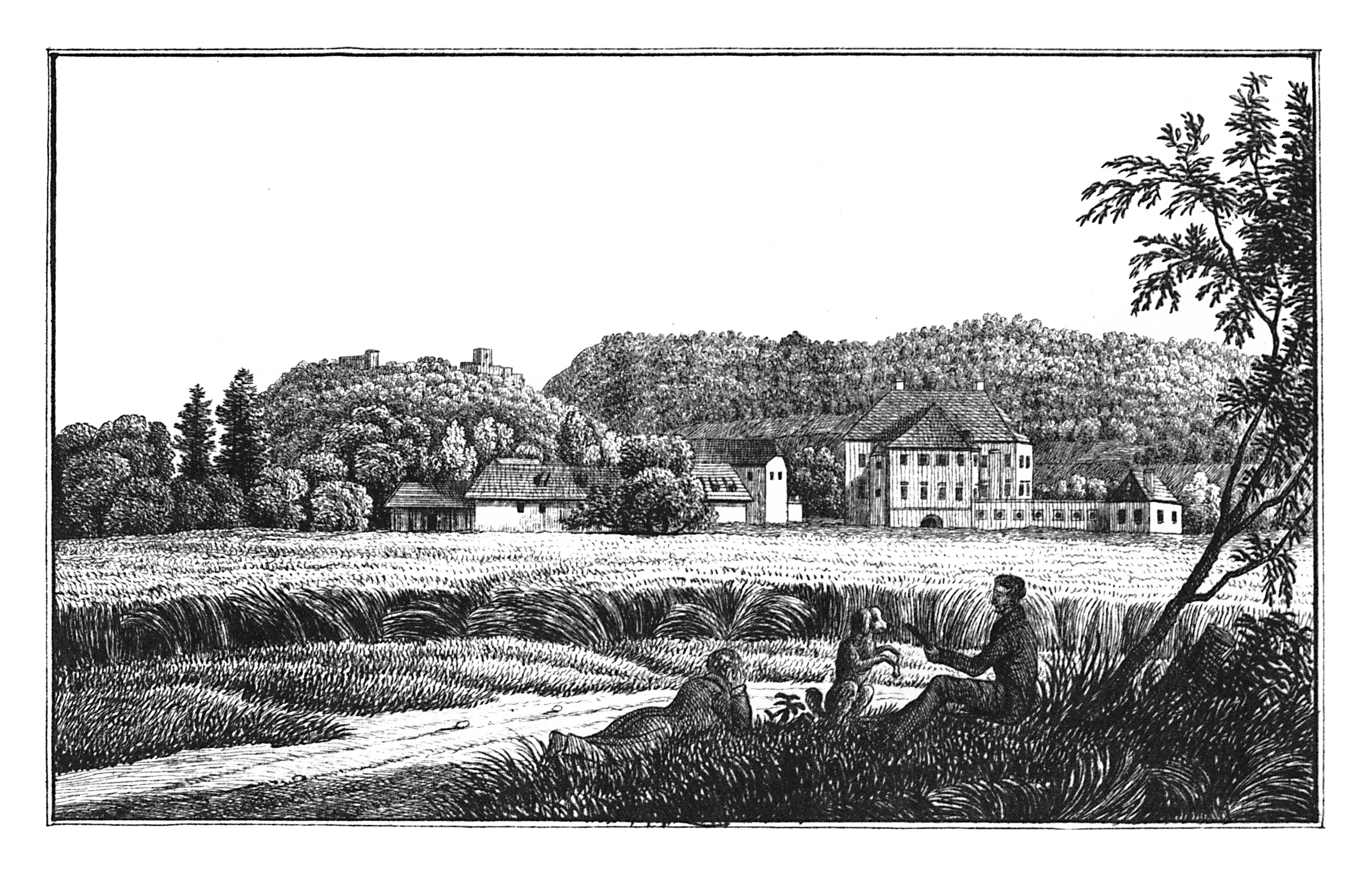
Das Schloss im Jahr 1830, lith. J.F.Kaiser, Graz

Bereits 1265 wurde ein landesfürstlicher Viehhof an der Stelle des heutigen Schlosses erwähnt, welcher wahrscheinlich 1232 von Herzog Friedrich II. erbaut wurde. Er wurde im Jahr 1442 unter König Friedrich III. weiter ausgestaltet. Im selben Jahr wurden auch die Wundschuher Teiche im Kaiserwald angelegt. Im Laufe des 16. Jahrhunderts wurde das Anwesen von den Landesfürsten an verschiedene Adelsgeschlechter verliehen. Im Jahr 1609 erwarb Sebastian Speidl das „Viehofen“ genannte Gut und baute es zu einem „Neuhofen“ genannten Adelssitz mit Burgfrieden aus. Zwischen 1643 und 1780 befand sich das Anwesen im Besitz der Grafen von Dietrichstein, die es zum so genannten „Neugeschoß“ ausbauten. 1794 kam das Gut an Josef Edler von Leonarde. Seit 1804 gehört das Schloss den Grafen des Enffans d’Avernas, die bis 1848 auch über die Eigengerichtsbarkeit verfügten. 1808 erwarben sie auch das Schloss Freybühel in Hengsberg. Zwischen 1804 und 1809 wurde ein drittes Geschoß auf den Neuschlosser Einflügelbau aufgesetzt.

## Beschreibung
Das Schloss ist ein dreigeschoßiger, 8:4-achsiger Gebäudeblock, der von einem Walmdach überdacht wird. Das einflügelige Gebäude ist im Stil eines Frühbarocken Herrenhauses gestaltet. Die beiden oberen Geschoße werden durch Lisenen zusammengefasst. Ein einfaches Rundportal mit einem aus dem zweiten Viertel des 18. Jahrhunderts stammenden Oberlichtgitter und einer Tür aus dem Jahr 1866 führt ins Innere des Schlosses. Im Inneren findet man ein schmiedeeisernes Stiegengitter aus dem ersten Viertel des 19. Jahrhunderts.
Die Schlosskapelle wurde im 19. Jahrhundert errichtet. Sie trägt eine im Jahr 1640 von Konrad Seysser gegossene Glocke.
Südlich des Schlosses befindet sich ein vorgelagerter Ehrenhof sowie ein ummauerter Park. Der Park hat insgesamt fünf barocke, mit schmiedeeisernen Gittern versehene Portale. Das dem Schlossportal südlich gegenüberliegende Parkportal ist zudem mit steinernen Putten nach Art des Johann Lucas von Hildebrandt versehen. An der Zufahrtsstraße des Schlosses stehen auf Sockeln zwei nach Art des Philipp Jakob Straub gestaltete steinerne Statuen der Heiligen Florian und Johannes Nepomuk aus der Mitte des 18. Jahrhunderts.
Zum Schloss gehört zudem ein Stallgebäude, eine langgestreckte, dreischiffige Halle. Diese Halle wird von einem auf Rechteckpfeilern ruhenden Kreuzgratgewölbe überspannt.

## Bildergalerie

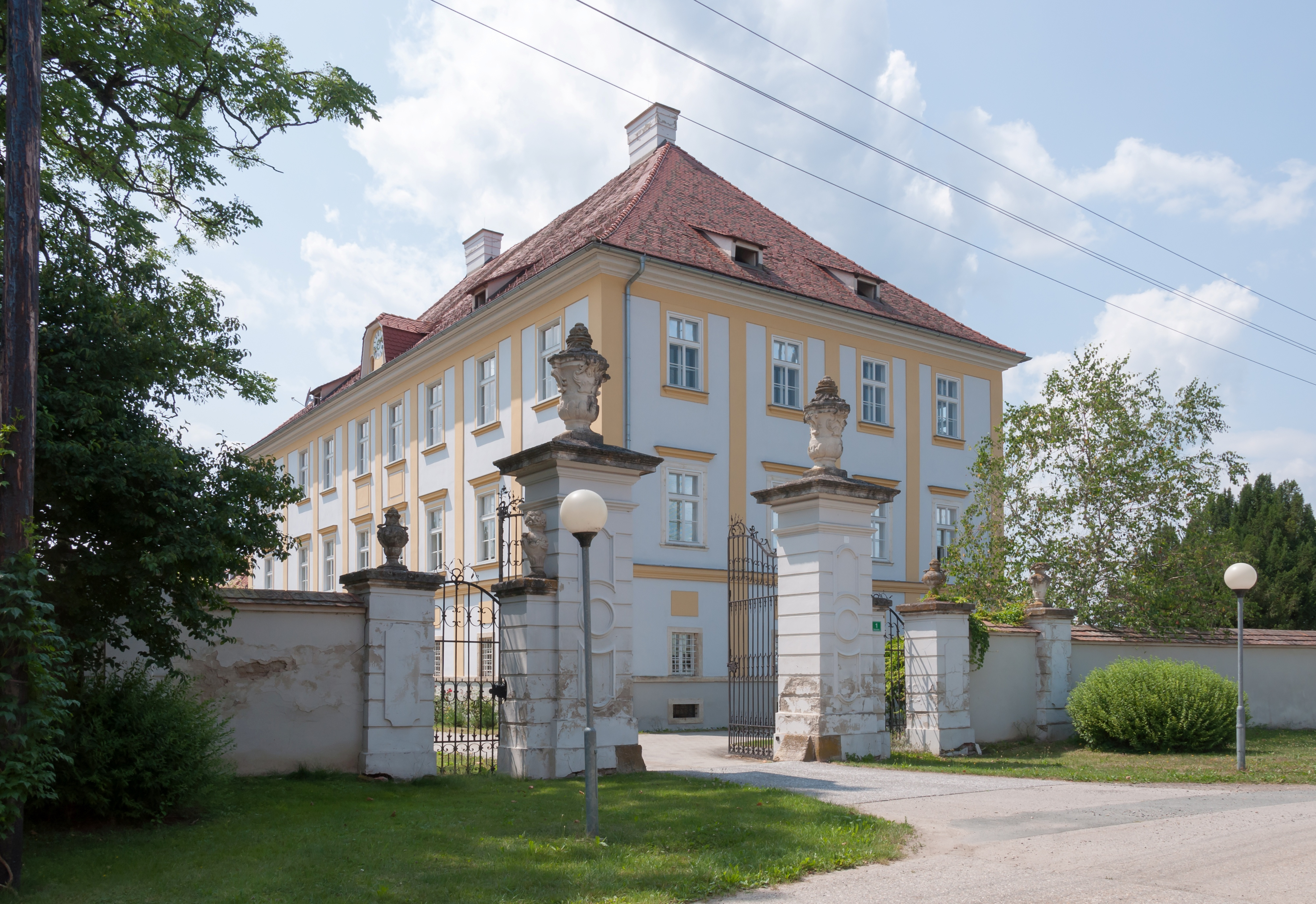
Ostansicht des Schlosses
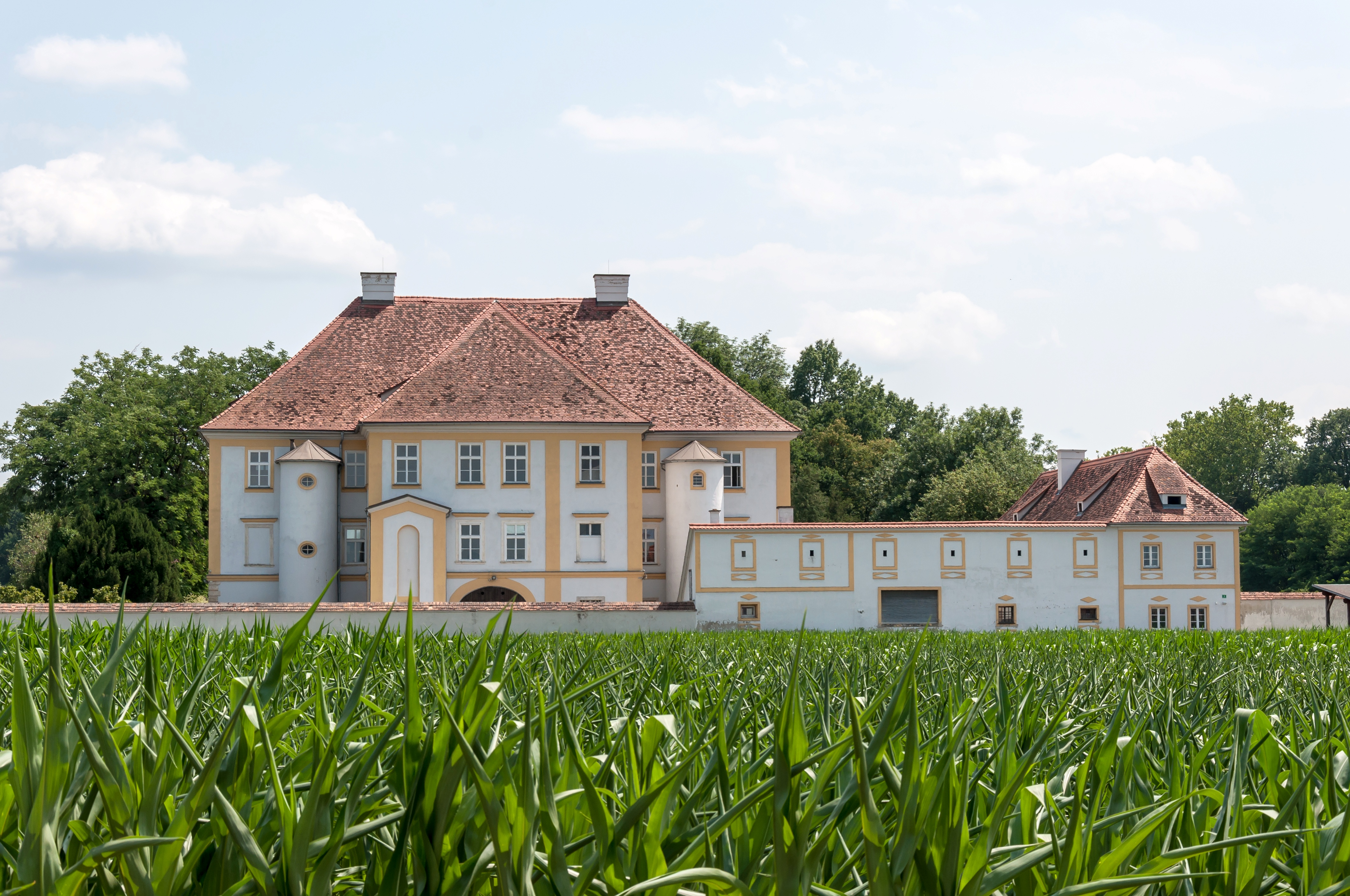
Nordansicht des Schlosses
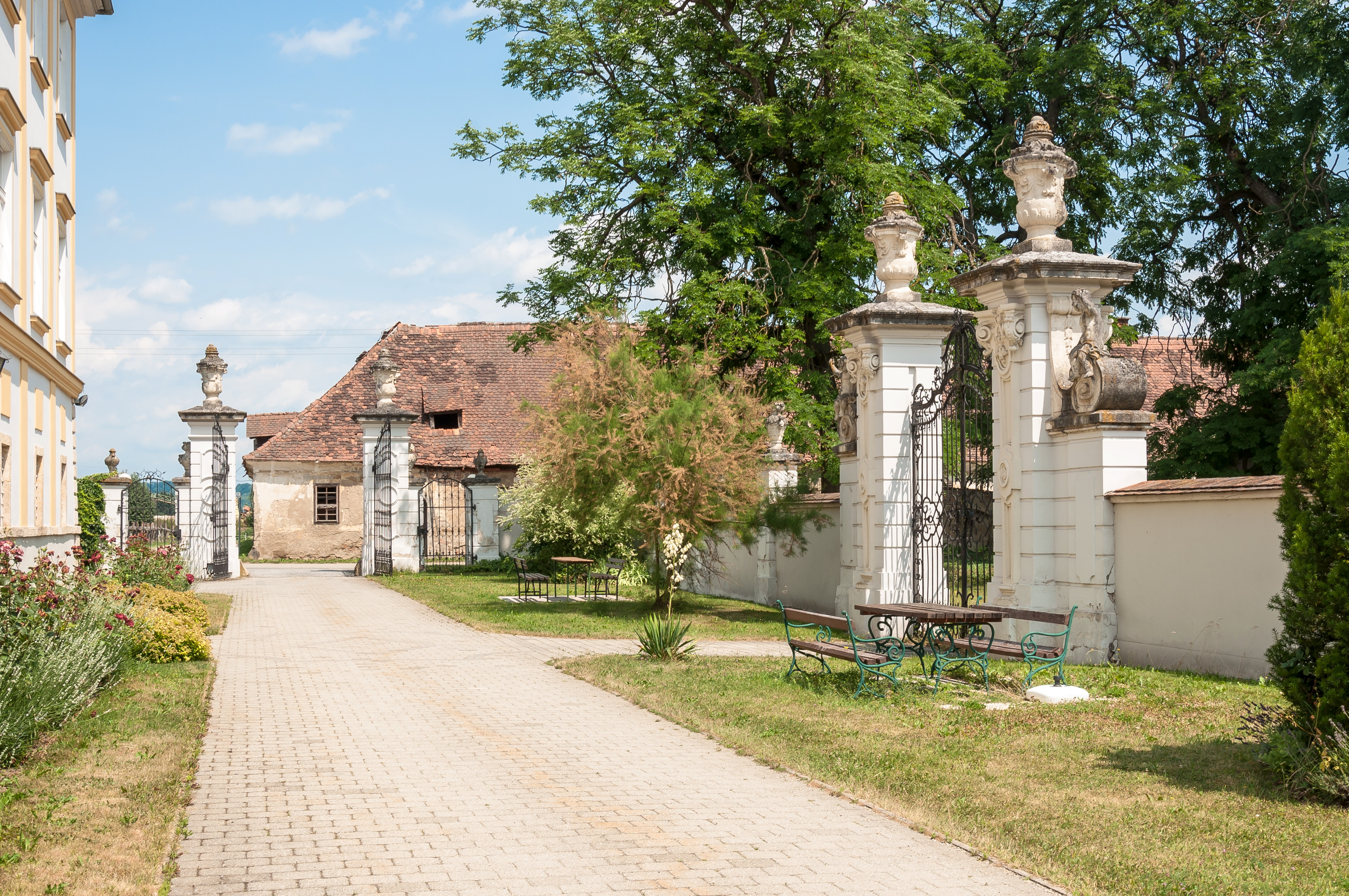
Eingangsportale des Schloss